# Sidra de Punucapa

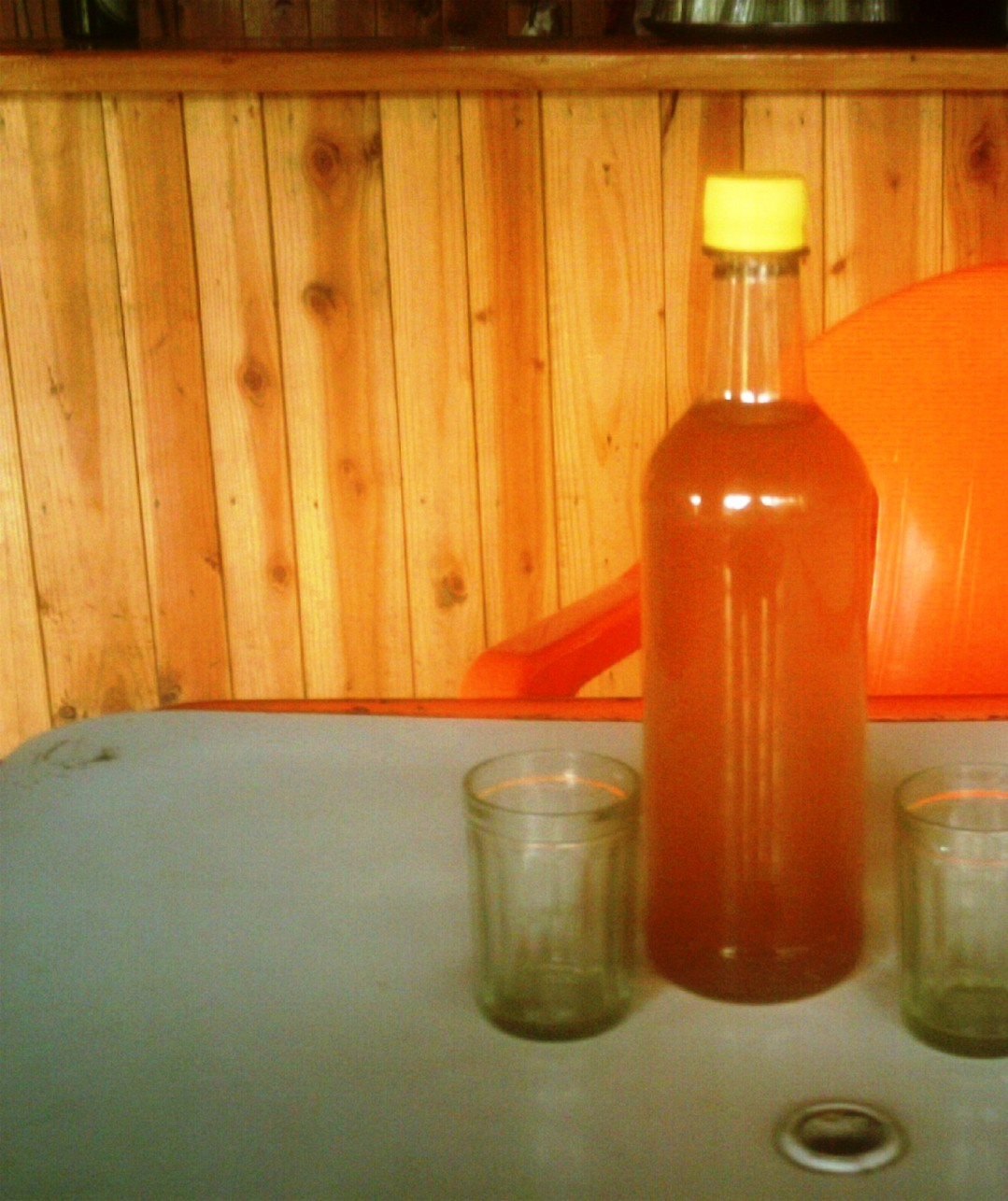
Botellla de sidra de Punucapa

La sidra de Punucapa es una denominación de origen para la bebida alcohólica producida a partir de la fermentación del jugo de manzana extraído de las variedades típicas de la localidad de Punucapa, comuna de Valdivia, Región de Los Ríos, Chile.
Esta sidra se caracteriza por su baja graduación alcohólica —de 4° a 5°— por su fabricación artesanal y por las variedades de manzana que se emplean. Su consumo se asocia a la celebración de las Fiestas Patrias en septiembre, y de la Fiesta de la Candelaria, el 2 de febrero.